# لوغالاناتوم
𒈗𒄖𒋾𒌝𒆠
لوغالاناتوم (𒈗𒀭𒈾𒁺, lu-gal-an-na-tum؛  2130 ق.م) كان حاكماً ("إينسي") لمدينة أوما.
يُعرف لوغالاناتوم من لوح إيداع، محفوظ حالياً في متحف اللوفر، يذكر فيه حكم سيوم، ملك الجوتيين. نُشر اللوح لأول مرة سنة 1911، وكشف لأول مرة عن وجود سلالة الجوتيين في سومر. اللوح مكتوب باللغة الأكدية بتأثير من الإمبراطورية الأكدية السابقة، ويستخدم رموز سومرية مسمارية لقيمها الصوتية. ويقرأ كالآتي:

لوغال-أن-نا-توم/ با-تي-سي/ جيش أُه كي-غي/ جيش أُه كي/ با-با-أ/ 30 + 5 مو/ سال-لا-با/ إي با جيش أُه كي/ سال-سال/ تيمين-بي/ كي-أ ني-سي-سي/ مي-بي ساج-با/ سي-با-ني-سا/ أُد با-سيو-أوم/ لوغال جو-تي-أوم كام
لوغالاناتوم، إينسي أوما، (حيث) أوما لمدة 35 عاماً ازدهرت بالسخاء، "إي با"، المعبد الغني في أوما، أسس قواعده، وأقام الطقوس بداخله، ونظم القوانين، في زمن با-سيووم، ملك جوتيوم.
— لوح لوغالاناتوم
كان يُعتقد سابقاً أن اسم المعبد هو "إي با"، لكن الآن يُفهم على أنه "معبد الصولجان" ويُقرأ إي.جيدرو.
يبين النص ولاء لوغالاناتوم، كحاكم بسيط لأوما، لملك الجوتيين في سومر.
كما يوجد نقش آخر للوغالاناتوم، مكرس لحياة أورجيجير.

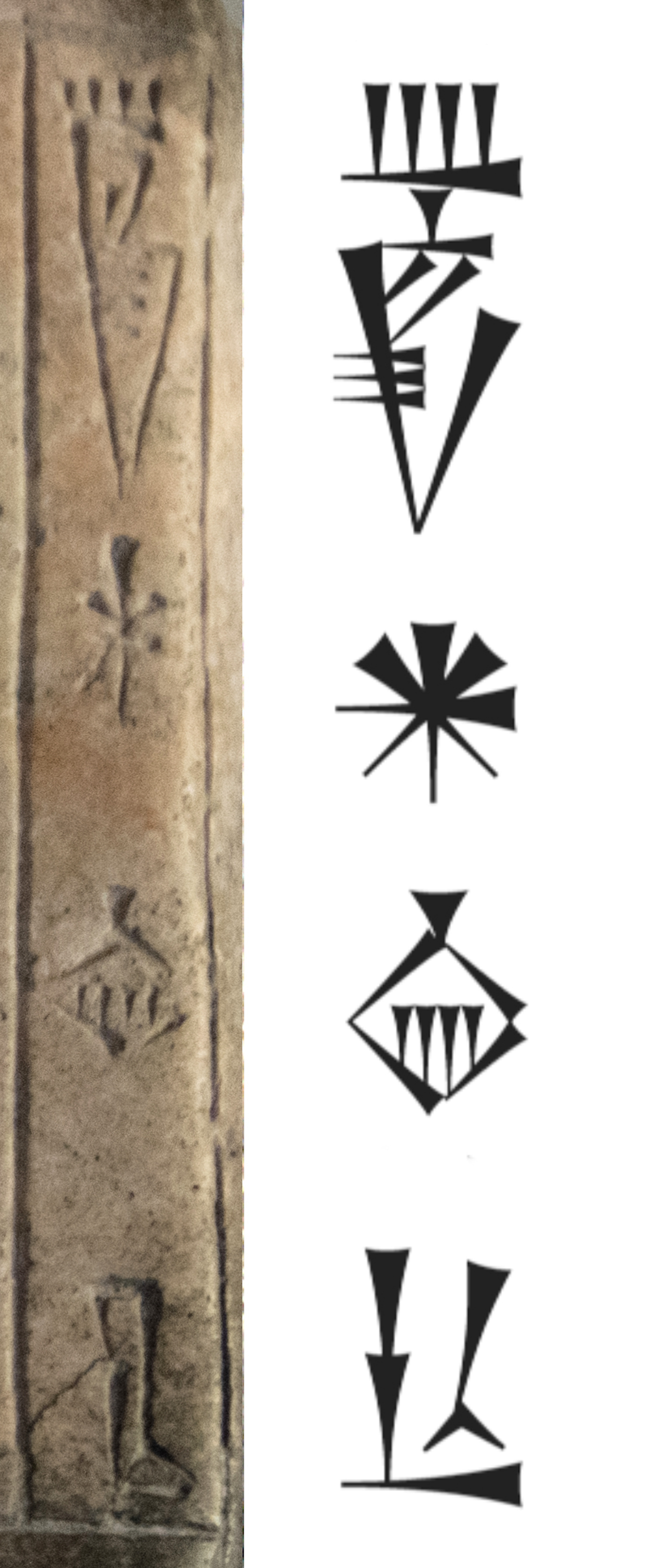
اسم لوغالاناتوم بالخط الخطي القديم، وبالمسمارية السومرية-الأكدية القياسية (𒈗𒀭𒈾𒁺)
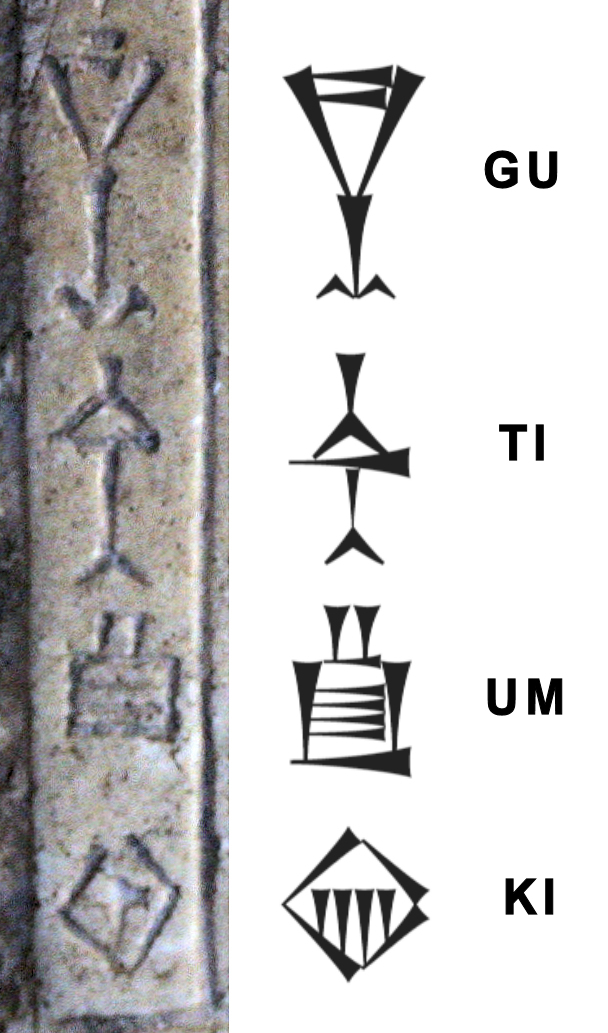
ذكر جوتيوم في اللوح (العمود الأخير: 𒄖𒋾𒌝𒆠، جو-تي-أومكي)